# Propoxycarbazon-Natrium
Propoxycarbazon-Natrium ist ein Pflanzenschutzwirkstoff und gehört zur Klasse der Sulfonylharnstoff-Herbizide. Es ist ein farbloses kristallines Pulver.

## Geschichte
Propoxycarbazon-Natrium wurde von Bayer CropScience entwickelt und im Jahr 2000 eingeführt.

## Wirkung
Propoxycarbazon-Natrium ist ein systemisches Herbizid. Über die Wurzeln und Blätter wird es aufgenommen und in der Pflanze weitertransportiert. Der Wirkstoff dient als ALS-Inhibitor. Dabei wird die Biosynthese der Aminosäuren, L-Leucin L-Isoleucin und L-Valin, also einiger essentieller Aminosäuren, inhibiert. Dadurch wird die Zellteilung gehemmt, sodass es zum Wachstumsstillstand kommt. Letztendlich verblassen die Pflanzen und es bilden sich Nekrosen, weshalb die Unkräuter absterben. Einen großen Einfluss auf die Wirksamkeit haben die Feuchtigkeit und das Sorptionsvermögen des Bodens.

## Verwendung
Es wird hauptsächlich gegen breitblättrige Unkräuter und Ungräser in Getreidekulturen eingesetzt.

## Umweltaspekte
Propoxycarbazon-Natrium ist nicht bienengiftig, aber chronisch gewässergefährdend. Der Abbau erfolgt mit einer Halbwertszeit von 9 bis 36 Tagen.

## Nachweis
In Pflanzen und Böden kann eine Rückstandsbestimmung mittels HPLC-Methode durchgeführt werden. Dabei wird ein UV-Detektor benötigt.

## Zulassungsstatus
In vielen Staaten der EU, beispielsweise in Deutschland, und in der Schweiz sind Pflanzenschutzmittel mit dem Wirkstoff Propoxycarbazon-Natrium zugelassen, nicht aber in Österreich.